# Joseph Moerman
Pour les articles homonymes, voir Moerman.
 (décembre 2023).
La mise en forme du texte ne suit pas les recommandations de Wikipédia : il faut le « wikifier ».
Les points d'amélioration suivants sont les cas les plus fréquents. Le détail des points à revoir est peut-être précisé sur la page de discussion.
- Les titres sont pré-formatés par le logiciel. Ils ne sont ni en capitales, ni en gras.
- Le texte ne doit pas être écrit en capitales (les noms de famille non plus), ni en gras, ni en italique, ni en « petit »…
- Le gras n'est utilisé que pour surligner le titre de l'article dans l'introduction, une seule fois.
- L'italique est rarement utilisé : mots en langue étrangère, titres d'œuvres, noms de bateaux, etc.
- Les citations ne sont pas en italique mais en corps de texte normal. Elles sont entourées par des guillemets français : « et ».
- Les listes à puces sont à éviter, des paragraphes rédigés étant largement préférés. Les tableaux sont à réserver à la présentation de données structurées (résultats, etc.).
- Les appels de note de bas de page (petits chiffres en exposant, introduits par l'outil «  Source ») sont à placer entre la fin de phrase et le point final[comme ça].
- Les liens internes (vers d'autres articles de Wikipédia) sont à choisir avec parcimonie. Créez des liens vers des articles approfondissant le sujet. Les termes génériques sans rapport avec le sujet sont à éviter, ainsi que les répétitions de liens vers un même terme.
- Les liens externes sont à placer uniquement dans une section « Liens externes », à la fin de l'article. Ces liens sont à choisir avec parcimonie suivant les règles définies. Si un lien sert de source à l'article, son insertion dans le texte est à faire par les notes de bas de page.
- La présentation des références doit suivre les conventions bibliographiques. Il est recommandé d'utiliser les modèles {{Ouvrage}}, {{Chapitre}}, {{Article}}, {{Lien web}} et/ou {{Bibliographie}}. Le mode d'édition visuel peut mettre en forme automatiquement les références.
- Insérer une infobox (cadre d'informations à droite) n'est pas obligatoire pour parachever la mise en page.

Pour une aide détaillée, merci de consulter Aide:Wikification.
Si vous pensez que ces points ont été résolus, vous pouvez retirer ce bandeau et améliorer la mise en forme d'un autre article.
Joseph Moerman (né à Courtrai le 2 mars 1920, mort à Genève le 28 février 2012) est un prêtre belge qui a marqué les activités en faveur de l'enfance au niveau international.

## Biographie
À la fin de ses études secondaires, Joseph Moerman entre au Petit Séminaire, à Roulers (Roeselare), où il suit deux années d’études, de 1938 à 1940.  À cette époque, il est très engagé dans la KSA (Katholieke Studenten Actie), mouvement de la jeunesse catholique flamande.  Après trois années de formation au Grand Séminaire de Bruges, il est ordonné prêtre en décembre 1943.
De 1943 à 1947 il étudie la théologie à la Faculté de Théologie de l’Université Catholique de Louvain (KUL), où il prépare une thèse de doctorat ayant pour sujet De Grondslagen der Christelijke Ethica bij Emil Brunner  (Les fondements de l’éthique chrétienne, chez Emil Brunner).En août 1946 il participe avec la Fédération belge des étudiants catholiques à une rencontre organisée par Pax Romana à Estavayer-le-Lac, Suisse.  Il y rencontre des étudiants et des intellectuels de différents pays, avec lesquels J. Moerman gardera toujours des liens d’amitié.
De 1947 à 1955, Joseph Moerman est nommé Professeur de Rhétorique, d’abord au Collège de Tielt, en régime néerlandophone, ensuite au Collège de Mouscron, en régime francophone.
Il est envoyé fin mars 1955 à Léopoldville (Kinshasa) pour organiser le Bureau de l’Enseignement Catholique (BEC), pour l’ensemble des territoires – à cette époque belges - de l’Afrique, Congo et Ruanda-Urundi.  Il est Président du BEC jusqu’en 1960.  Il est alors nommé Directeur, à Brazzaville, du Secrétariat Régional pour l’Afrique sub-saharienne et Madagascar (SRAM) de l’Office International de l’Enseignement Catholique (OIEC).  En août 1965 se tient à Léopoldville-Kinshasa la Première Conférence Panafricaine de l’Enseignement Catholique (COPEC), organisée par l’OIEC pour connaître la situation de l’enseignement catholique dans l’ensemble de la société en Afrique.  Rentré en Europe en 1965, Joseph Moerman est chargé de la rédaction du rapport de la conférence.
Nommé Secrétaire Général du Bureau International Catholique de l’Enfance (BICE), il débute dans cette fonction le 1er avril 1967.  Installé provisoirement à Rome, il transfère le secrétariat général à Genève.
Ayant été témoin en Afrique de la détresse des familles de prisonniers, il lance une étude internationale sur Les enfants de détenus.  Dans le cadre de l’Année et la Conférence Mondiale de la Population (1974), J. Moerman participe au Groupe de réflexion et d’étude mis en place par la Conférence des Organisations Internationales Catholiques.  Lors de  la Conférence Mondiale de la Population à Bucarest, il est invité à faire une Déclaration au nom de toutes les religions à la Session de clôture de la Tribune de la Population, le 30 août 1974.

### L’Année Internationale de l’Enfant[4](AIE) 1979
Cette initiative revient au BICE et à son secrétaire général.  Le Président du BICE, le Prof. Michel Falise, écrit le 3 janvier 1973 à Kurt Waldheim, secrétaire général des Nations unies, pour proposer la célébration d’une année internationale de l’enfant.  Kurt Waldheim répond favorablement le 29 janvier de la même année.  Le projet est voté par l’Assemblée Générale de l’ONU le 21 décembre 1976.    Une collaboration intense s’établit entre le BICE et l’UNICEF. De 1977 à 1980, le Chanoine Moerman préside le comité qui regroupe les ONG engagées dans la préparation.  L’activité déployée lui vaut l’appellation de Père de l’Année Internationale de l’Enfant.  Dans son effort de promotion de l’AIE, le Chanoine Moerman reçoit l’appui de la Reine Marie José d’Italie, qui met à sa disposition son réseau de relations.
Deux nouvelles organisations voient le jour dans le sillage de l’AIE avec l’appui de J. Moerman.  De 1982 à 1985 il préside un Programme inter-ONG Enfants et jeunes de la rue, suivi du lancement en 1986 de Childhope – An International Movement on behalf of Street Children and Street Youth, dont il est Président-fondateur.  Il est également le Président-fondateur de Defence for Children International (DCI), spécialement sensible au non-respect des droits des enfants.

### La Convention des Droits de l’Enfant
Les études et conclusions de l’Année de l’Enfant ont fait progresser l’idée de la nécessité d’un instrument juridique qui garantisse le respect des droits de l’enfant.  En 1983 s’est constitué un Groupe ad hoc d’ONG pour la Rédaction de la Convention Internationale des Droits de l’Enfant, dont Joseph Moerman a assumé la présidence.  Les représentants des gouvernements et des ONG travaillent ensemble à mettre au point les 54 articles de la Convention.  Le texte est adopté à l’unanimité par l’Assemblée Générale des Nations unies le 20 novembre 1989.

### Dernières activités
Le Chanoine Moerman prend sa retraite au BICE fin mars 1985.  De 1985 à 1987 il préside le Comité des ONG à statut consultatif auprès de l’UNICEF et de 1988 à 1995 l’UNICEF le nomme à titre personnel Conseiller spécial auprès de l’organisation.  Il apporte sa contribution à la création du Comité des ONG pour la Famille auprès du Centre des Nations unies pour le Développement Social et les Affaires Humanitaires (CSDHA), à Vienne, et au lancement de l’Année Internationale de la Famille (1994).
Les dernières années, dégagé de responsabilités, il consacre son temps à ses notes philosophiques et théologiques.
J. Moerman fut nommé chanoine honoraire de l’évêché de Bruges en 1956.
En 2011 il a transmis l’ensemble de ses archives au centre de documentation KADOC à Louvain (Leuven).

## Publications
- (dir.), L'enseignement catholique au service de l'Afrique, Tournai, 1966
- (dir.), Catholic education in the service of Africa : report, CIEO Regional Secretariat for Africa and Madagascar, 1966
- (dir.), Le problème de la population, Paris, 1975,  (ISBN 2-227-31514-8)
- (dir.), The Population Problem, London 1975,  (ISBN 0-85532-360-4) (OCLC 2966779)
- (dir.), El problema de la población, 1976,  (ISBN 84-7151-190-8)
- Vers un nouveau millénaire, sans rêver mais en espérant, dans: Espérer, réponses à un appel, Genève, 1997[9].

## Distinctions
- 1979 : L’Ordre du Sourire, Pologne
- 1980 : Commandeur de l’Ordre de la Couronne, Belgique
- 1985 : Médaille Sforza, Interphil

## Sources
- KADOC Louvain, Archives du chanoine Joseph Moerman.
- BICE, archives Enfants de Partout
- Evêché de Bruges, archives